# Kyllburg
Kyllburg este un oraș din landul Renania-Palatinat, Germania.
1. ↑   https://stadt-kyllburg.de/verwaltung/, accesat în 14 martie 2025 Lipsește sau este vid: |title= (ajutor)
2. ↑  Alle politisch selbständigen Gemeinden mit ausgewählten Merkmalen am 31.12.2018 (4. Quartal) (în germană), Statistisches Bundesamt[*], arhivat din original la 10 martie 2019, accesat în 10 martie 2019